# مايكل بيج
مايكل جيروم ريس بيج (بالإنجليزية: Michael Jerome Reece-Page؛ مواليد في 7 أبريل 1987)، والمعروف باسم مايكل «فينوم» بيج أو إم ڤي بي، هو مُقاتل فنون قتالية مختلطة محترف إنجليزي. يُنافس حاليًا في فئة وزن الوسط في يو إف سي. اعتبارًا من 12 نوفمبر 2024، احتل المركز 15 في تصنيفات وزن الوسط في يو إف سي.
يُعرف في مجتمع فنون القتال المختلطة بأسلوبه المبهرج وغير التقليدي والمتفجر للغاية (أسلوب القتال بالنقاط)، والذي نشأ من أساليب النقاط في أمثال «الكيك بوكسينج الحر والكاراتيه الرياضي»، بما في ذلك عناصر الكونغ فو. كما نافس بشكل احترافي كمقاتل كيك بوكسينغ وملاكم في الملاكمة عارية الأيادي.

## النشأة
وُلد بيج في مستشفى سانت ماري بلندن لوالده كورتيس بيج وبولين ريس، وكلاهما يمارس رياضة الكونغ فو في لاو غار.ينحدر والده، وهو موظف في شركة الاتصالات البريطانية، من ترينيداد بينما تنحدر والدته، وهي ممرضة، من جامايكا.

## مسيرته في فنون القتال المختلطة

### يو إف سي
في ديسمبر 2023، أُعلن أن بيج قد وقع مع يو إف سي بعد انتهاء فترة الوكالة الحرة. خاض بيج أول نزال له في يو إف سي ضد كيفن هولاند في 9 مارس 2024 في حدث يو إف سي 299. وفاز بالنزال بقرار القضاة بالإجماع.
واجه بيج إيان ماتشادو غاري في 29 يونيو 2024، في حدث يو إف سي 303. خسر النزال بقرار القضاة بالإجماع.
من المقرر أن يواجه بيج شرف الدين محمدوف في 1 فبراير 2025 في يو إف سي ليلة القتال 250.
واجه بيج شرف الدين محمدوف في نزال للوزن المتوسط في 1 فبراير 2025 في حدث يو إف سي ليلة القتال 250. فاز في القتال بقرار إجماعي مما أدى إلى أول خسارة لمحمدوف في فنون القتال المختلطة.

## مسيرته في مصارعة تماسك بالأيدي
واجه بيج كارلوس كونديت في الحدث الرئيسي لبطولة بولاريس 30 لمصارعة التماسك بالأيدي في 2 نوفمبر 2024. وفاز بالنزال بالقرار.

## حياته الشخصية
حصل بيج على لقب «فينوم» من زميله مقاتل الكيك بوكسينغ مارفن فرانسيس تكريمًا لفيلم خمسة سموم قاتلة.
أصبح من محبي اللحوم والأسماك في أغسطس 2017.
وفي عام 2024 أسلم.۔  

## سجل فنون القتال المختلطة
| السجل المهني |        |         |
| 26 نزال      | 23 فوز | 3 خسارة |
| ضربة قاضية   | 13     | 1       |
| إخضاع        | 3      | 0       |
| قرار القضاة  | 7      | 2       |

| النتيجة | السجل | الخصم              | الطريقة                        | الحدث                                     | التاريخ        | الجولة | الوقت | المكان                                  | الملاحظات                                           |
| ------- | ----- | ------------------ | ------------------------------ | ----------------------------------------- | -------------- | ------ | ----- | --------------------------------------- | --------------------------------------------------- |
| فاز     | 23–3  | شرف الدين محمدوف   | قرار القضاة (بالإجماع)         | يو إف سي ليلة القتال: أديسانيا ضد إيمافوف | 1 فبراير 2025  | 3      | 5:00  | الرياض، السعودية                        | العودة إلى الوزن المتوسط.                           |
| خسر     | 22–3  | إيان ماتشادو غاري  | قرار القضاة (بالإجماع)         | يو إف سي 303                              | 29 يونيو 2024  | 3      | 5:00  | لاس فيغاس، نيفادا، الولايات المتحدة     |                                                     |
| فاز     | 22–2  | كيفن هولاند        | قرار القضاة (بالإجماع)         | يو إف سي 299                              | 9 مارس 2024    | 3      | 5:00  | ميامي، فلوريدا، الولايات المتحدة        |                                                     |
| فاز     | 21–2  | جويتشي ياموتشي     | ضربة فنية قاضية (ركلة الساق)   | بيلاتور 292                               | 10 مارس 2023   | 1      | 0:26  | سان خوسيه، كاليفورنيا، الولايات المتحدة |                                                     |
| خسر     | 20–2  | لوغان ستورلي       | قرار القضاة (بالانقسام)        | بيلاتور 281                               | 13 مايو 2022   | 5      | 5:00  | لندن، إنجلترا                           | على لقب بطولة بيلاتور العالمية لوزن الوسط المؤقت.   |
| فاز     | 20–1  | دوغلاس ليما        | قرار القضاة (بالانقسام)        | بيلاتور 267                               | 1 أكتوبر 2021  | 3      | 5:00  | لندن، إنجلترا                           |                                                     |
| فاز     | 19–1  | ديريك أندرسون      | ضربة فنية قاضية (إيقاف الطبيب) | بيلاتور 258                               | 7 مايو 2021    | 1      | 5:00  | أونكاسفيل، كونيتيكت، الولايات المتحدة   | نزال في وزن غير محدد (175 رطل).                     |
| فاز     | 18–1  | روس هيوستن         | قرار القضاة (بالإجماع)         | بيلاتور 248                               | 10 أكتوبر 2020 | 3      | 5:00  | باريس، فرنسا                            | نزال في وزن غير محدد (175 رطل).                     |
| فاز     | 17–1  | شينشو أنزاي        | ضربة قاضية (بلكمة)             | بيلاتور 237                               | 29 ديسمبر 2019 | 2      | 0:23  | سايتاما، اليابان                        | نزال في وزن غير محدد (173 رطل).                     |
| فاز     | 16–1  | جيوفاني ميليلو     | ضربة قاضية (بلكمة)             | بيلاتور لندن 2                            | 23 نوفمبر 2019 | 1      | 1:47  | لندن، إنجلترا                           |                                                     |
| فاز     | 15–1  | ريتشارد كيلي       | ضربة قاضية (بالركبة الطائرة)   | بيلاتور 227                               | 27 سبتمبر 2019 | 1      | 2:42  | دبلن، أيرلندا                           |                                                     |
| خسر     | 14–1  | دوغلاس ليما        | ضربة قاضية (باللكمات)          | بيلاتور 221                               | 13 مايو 2019   | 2      | 0:35  | روسمونت، إلينوي، الولايات المتحدة       | نصف نهائي بطولة بيلاتور العالمية لوزن الوسط.        |
| فاز     | 14–0  | بول دالي           | قرار القضاة (بالإجماع)         | بيلاتور 216                               | 16 فبراير 2019 | 5      | 5:00  | أونكاسفيل، كونيتيكت، الولايات المتحدة   | ربع نهائي بطولة بيلاتور العالمية لوزن الوسط.        |
| فاز     | 13–0  | ديفيد ريكلز        | ضربة فنية قاضية (انسحاب)       | بيلاتور 200                               | 25 مايو 2018   | 2      | 0:43  | لندن، إنجلترا                           |                                                     |
| فاز     | 12–0  | فرناندو جونزاليس   | قرار القضاة (بالانقسام)        | بيلاتور 165                               | 19 نوفمبر 2016 | 3      | 5:00  | سان خوسيه، كاليفورنيا، الولايات المتحدة |                                                     |
| فاز     | 11–0  | إيفانغليستا سانتوس | ضربة قاضية (بالركبة الطائرة)   | بيلاتور 158                               | 16 يوليو 2016  | 2      | 4:31  | لندن، إنجلترا                           |                                                     |
| فاز     | 10–0  | جيريمي هولواي      | إخضاع (قفل أخيل)               | بيلاتور 153                               | 22 أبريل 2016  | 1      | 2:15  | أونكاسفيل، كونيتيكت، الولايات المتحدة   |                                                     |
| فاز     | 9–0   | تشارلي أونتيفيروس  | ضربة فنية قاضية (بالمرفقين)    | بيلاتور 144                               | 23 أكتوبر 2015 | 1      | 3:20  | أونكاسفيل، كونيتيكت، الولايات المتحدة   |                                                     |
| فاز     | 8–0   | رودي بيرز          | ضربة قاضية (بلكمة)             | بيلاتور 140                               | 17 يوليو 2015  | 1      | 1:05  | أونكاسفيل، كونيتيكت، الولايات المتحدة   |                                                     |
| فاز     | 7–0   | ناه شون بوريل      | قرار القضاة (بالإجماع)         | بيلاتور 128                               | 10 أكتوبر 2014 | 3      | 5:00  | تاكيرفيل، أوكلاهوما، الولايات المتحدة   |                                                     |
| فاز     | 6–0   | ريكي ريني          | ضربة فنية قاضية (بلكمة)        | بيلاتور 120                               | 17 مايو 2014   | 1      | 4:29  | ساوثهافن، مسيسيبي، الولايات المتحدة     | العودة لوزن الوسط.                                  |
| فاز     | 5–0   | رمضان محمد         | إخضاع (خنق خلفي عاري)          | سوبر فايت ليج 15                          | 12 أبريل 2013  | 1      | 3:48  | مومباي، الهند                           | أول ظهور في الوزن المتوسط.                          |
| فاز     | 4–0   | ريان ساندرز        | ضربة قاضية (بلكمة)             | بيلاتور 93                                | 21 مارس 2013   | 1      | 0:10  | لويستون، ماين، الولايات المتحدة         |                                                     |
| فاز     | 3–0   | هيثم السيد         | ضربة فنية قاضية (إيقاف الطبيب) | سوبر فايت ليج 7                           | 2 نوفمبر 2012  | 1      | 2:15  | مومباي، الهند                           |                                                     |
| فاز     | 2–0   | ميغيل برنارد       | إخضاع (الضغط على الذراع)       | يو سي إم إم إيه 27                        | 7 أبريل 2012   | 1      | 1:43  | لندن، إنجلترا                           | نزال في وزن غير محدد (176 رطل)؛ برنارد أخفق بالوزن. |
| فاز     | 1–0   | بن ديشمان          | ضربة فنية قاضية (ركلة الإعصار) | يو سي إم إم إيه 26                        | 4 فبراير 2012  | 1      | 1:05  | لندن، إنجلترا                           | أول ظهور في وزن الوسط.                              |

## سجل الكيك بوكسينغ
| 2 نزال       | 2 فوز | 0 خسارة |
| ------------ | ----- | ------- |
| ضربة القاضية | 2     | 0       |

| # | النتيجة | السجل | الخصم           | الطريقة         | الجولة، الوقت | التاريخ        | الموقع                          | الملاحظات |
| - | ------- | ----- | --------------- | --------------- | ------------- | -------------- | ------------------------------- | --------- |
| 2 | فاز     | 2–0   | ميخال سياش      | ضربة قاضية      | 2 (4)، 0:18   | 15 يونيو 2018  | قاعة يورك، لندن، إنجلترا        |           |
| 1 | فاز     | 1–0   | جوناثان كاستانو | ضربة فنية قاضية | 3 (4)، 2:15   | 20 أكتوبر 2017 | إنديغو في ذا أو2، لندن، إنجلترا |           |

## سجل الملاكمة عارية الأيادي
| السجل المهني |       |         |
| 1 نزال       | 0 فوز | 1 خسارة |
| قرار القضاة  | 0     | 1       |

| النتيجة | السجل | الخصم     | الطريقة                 | الحدث                 | التاريخ       | الجولة | الوقت | المكان        | الملاحظات                                     |
| ------- | ----- | --------- | ----------------------- | --------------------- | ------------- | ------ | ----- | ------------- | --------------------------------------------- |
| خسر     | 0–1   | مايك بيري | قرار القضاة (بالأغلبية) | بي كيه إف سي 27: لندن | 20 أغسطس 2022 | 6      | 2:00  | لندن، إنجلترا | انتهت الجولات الخمس الأولى بالتعادل بالانقسام |

## سجل الملاكمة المحترفة
| التاريخ                                                     | النتيجة | الخصم        | الحدث              | الموقع                | الطريقة            | الجولة | الوقت | السجل |
| ----------------------------------------------------------- | ------- | ------------ | ------------------ | --------------------- | ------------------ | ------ | ----- | ----- |
| 2012-08-18                                                  | فاز     | جيفرسون جورج | يو سي إم إم إيه 29 | لندن، المملكة المتحدة | ضربة قاضية (بلكمة) | 2      | 2:04  | 1–0   |
| قتال في القفص مع قفازات فنون القتال المختلطة (قواعد كيه-1). |         |              |                    |                       |                    |        |       |       |
| الإيضاح: فاز خسر تعادل/بدون فائز ملاحظات                    |         |              |                    |                       |                    |        |       |       |

## وصلات خارجية
- ميخائيل بيج على موقع IMDb (الإنجليزية)
- ميخائيل بيج على موقع بوكس ريك (الإنجليزية) (registration required)
- ميخائيل بيج على موقع بيلاتور (الإنجليزية)
- ميخائيل بيج على موقع شيردوغ (الإنجليزية)
- ميخائيل بيج على موقع Tapology.com (الإنجليزية)